# Randy Brown
Pour les articles homonymes, voir Brown.
Randy Brown, né le 22 mai 1968 à Chicago dans l'Illinois, est un joueur et entraîneur américain de basket-ball. Il joue en National Basketball Association (NBA) pour les Bulls de Chicago durant les années 1990.

## Palmarès
- Champion NBA : 1996, 1997, 1998

## Statistiques principales
- Nombre de points en NBA[1] : 3 148
- Nombre de passes décisives en NBA[1] : 1 420

## Sources et références
1. 1 2  (en) Sa fiche sur NBA.com